# Dino Liviero
Dino Liviero   (Castelfranco Veneto, 30 de maig de 1938 - Vedelago, 6 de maig de 1970) va ser un ciclista italià, que fou professional entre 1959 i 1964. En el seu palmarès destaca una victòria d'etapa al Giro d'Itàlia de 1962, la qual li va servir per vestir la maglia rosa durant una etapa.

## Palmarès
- 1958
  - 1r al Trofeu Piva
  - 1r a La Popolarissima
- 1960
  - 1r al Giro de Campània
- 1961
  - Vencedor d'una etapa de la Roma-Nàpols-Roma
- 1962
  - 1r al Gran Premi Cemab
  - Vencedor d'una etapa al Giro d'Itàlia

### Resultats al Giro d'Itàlia
- 1960. 74è de la classificació general
- 1961. Abandona
- 1962. Abandona. Vencedor d'una etapa. Porta la maglia rosa durant 1 etapa
- 1963. Abandona
- 1964. 80è de la classificació general